# Harold in the Land of Jazz
| Recensione | Giudizio |
| ---------- | -------- |
| AllMusic   |          |

Harold in the Land of Jazz (che fu pubblicato anche con il titolo: Grooveyard) è il primo album discografico come solista del sassofonista jazz statunitense Harold Land, pubblicato dalla casa discografica Contemporary Records nel 1958.

## Tracce

### LP
Lato A
1. Speak Low – 5:36 (Ogden Nash, Kurt Weill) – Registrato il 13 gennaio 1958
2. Delirium – 6:42 (Harold Land) – Registrato il 14 gennaio 1958
3. You Don't Know What Love Is – 3:56 (Don Raye, Gene De Paul) – Registrato il 14 gennaio 1958
4. Nieta – 4:34 (Elmo Hope) – Registrato il 14 gennaio 1958

Lato B
1. Grooveyard – 7:00 (Carl Perkins) – Registrato il 14 gennaio 1958
2. Lydia's Lament – 5:46 (Harold Land) – Registrato il 13 gennaio 1958
3. Smack Up – 7:13 (Harold Land) – Registrato il 13 gennaio 1958

### CD
Edizione CD del 1988, pubblicato dalla Original Jazz Classics (OJCCD-162-2)
1. Speak Low – 5:35 (Ogden Nash, Kurt Weill)
2. Delirium – 6:40 (Harold Land)
3. You Don't Know What Love Is – 3:55 (Don Raye, Gene De Paul)
4. Nieta – 4:35 (Elmo Hope)
5. Grooveyard – 7:02 (Carl Perkins)
6. Lydia's Lament – 5:46 (Harold Land)
7. Smack Up – 7:11 (Harold Land)
8. Promised Land – 6:27 (Harold Land) – Traccia bonus - Registrato il 13 gennaio 1958

## Musicisti
- Harold Land - sassofono tenore
- Rolf Ericson - tromba
- Carl Perkins - pianoforte
- Leroy Vinnegar - contrabbasso
- Frank Butler - batteria

Note aggiuntive
- Lester Koenig - produttore
- Registrazioni effettuate al Contemporary's Studio di Los Angeles, California
- Roy DuNann e Howard Holzer - ingegneri delle registrazioni
- Elmo Hope e Harold Land - arrangiamenti
- Walter Zerlinden - fotografia copertina frontale album originale (Harold Land al Watts Tower di Los Angeles)
- George Kershaw - design copertina album originale
- Nat Hentoff - note retrocopertina album originale[1][2]